# Biegunowość
Biegunowość (inaczej: polarność, polaryzacja) – występowanie różnic morfologicznych lub fizjologicznych pomiędzy dwoma biegunami (często przeciwstawnymi) różnych struktur organizacji organizmów (np. komórki, narządu). Biegunowość całego organizmu wyznacza przeciwległe krańce połączone osią biegunową, wokół której w określonym porządku organizują się jego struktury.
Przykłady biegunowości:
- biegun animalny i wegetatywny jaja
- biegun sekrecyjny i adsorpcyjny hepatocytu